# Fenoughil
Fenoughil (em árabe: ﻓﻨﻮﻏﻴﻞ) é uma comuna e capital do distrito homônimo, localizada na província de Adrar, no centro-sul da Argélia. Em 2008, sua população era de 11 793 habitantes.